# Saint-Pierre-du-Fresne
 Saint-Pierre-du-Fresne  es una población y comuna francesa, situada en la región de Baja Normandía, departamento de Calvados, en el distrito de Vire y cantón de Aunay-sur-Odon.

## Demografía
| 115 | 138 | 144 | 127 | 127 | 198 |
| Para los censos de 1962 a 1999 la población legal corresponde a la población sin duplicidades (Fuente: INSEE [Consultar]) |     |     |     |     |     |